# マイ・ライバル
『マイ・ライバル』（原題: Personal Best）は、1982年製作のアメリカ映画。マリエル・ヘミングウェイ主演。

## キャスト
- クリス・ケーヒル：マリエル・ヘミングウェイ（玉川砂記子）
- トリー・スキナー：パトリス・ドネリー（玉川砂記子）
- テリー・ティングロフ：スコット・グレン（堀勝之祐）
- デニー・スタイツ：ケニー・ムーア（池田秀一）
- ロスコー・トラヴィス：ジム・ムーディ
- リタ：ルアナ・アンダース
- ペニー：カリ・ゴスウィラー